# Germaine Montero
Germaine Montero, nom artístic de Germaine Berthe Caroline Heygel (París, 22 d'octubre, 1909 - Aurenja (Vauclusa), 29 de juny, 2000) fou una actriu i cantant francesa.

## Biografia
Germaine Montero va néixer l'any 1909 al districte 9 de París, de pare alsacià i mare normanda. El 1932 va debutar com a actriu a Madrid interpretant Federico García Lorca. Va tornar a França el 1938 després de la Guerra Civil espanyola, va actuar als teatres Jean Anouilh, Garcia Lorca i Bertolt Brecht, Mother Courage, que més tard va representar al "Théâtre National Populaire". Paral·lelament, va començar a cantar folklore espanyol al cabaret "Chez Agnès Capri". El 1941-1942, va actuar en cabarets de la zona franca (Niza, Cannes, Marsella), va participar en telenovel·les de ràdio i va anar al cabaret "Chez Gilles" de Lausana, on va fer uns quants enregistraments. El 1945, de tornada a París, va fer un recital al teatre Athénée i va tornar als cabarets. Amb Jean Vilar, va participar en els primers festivals d'Avinyó del 1947 al 1949, al costat de Gérard Philipe i Jeanne Moreau.
És coneguda pels seus papers dramàtics al teatre (sobretot amb Jean Vilar), entre d'altres a Bodas de sangre, Yerma o La casa de Bernarda Alba de Federico Garcia Lorca, poeta i dramaturg espanyol que va donar a conèixer a França.
Paral·lelament, canta i grava Jacques Prévert, Aristide Bruant, les cançons de Mother Courage. Interpreta Chansons pour accordion de Pierre Mac Orlan, que la considera el seu millor intèrpret, Léo Ferré, Béranger. També cantava en castellà, destacant les seves notables interpretacions de cançons populars recollides per Federico García Lorca. El seu disc Paseando por España va guanyar el "Grand Prix du Disque" l'any 1953.
Poc present al cabaret, Germaine Montero es dedica a la ràdio, al teatre, i gira algunes pel·lícules. Va anar a l'Olympia el 1956 i va guanyar el Gran Premi de l'Acadèmia Charles-Cros el 1970.
Germaine Montero va morir a Orange el 29 de juny de 2000. Casada amb el cineasta Jean-Mario Bertschy, va ser enterrada amb ell al cementiri de Montrouge.

## Filmografia
- 1934: Sapho de Léonce Perret
- 1936: Partie de campagne de Jean Renoir (únicament cançons)
- 1939: Il peccato di Rogelia Sánchez de Carlo Borghesio i Roberto de Ribón
- 1943: Le soleil a toujours raison de Pierre Billon

| - 1946: Aubervilliers de Éli Lotar - curt métratge (únicament cançons) - 1946: Au-dessus de la vallée de Nelo Risi - documental - 1950: Casimir de Richard Pottier - 1950: Lady Paname d'Henri Jeanson - 1953: Opération Magali de László V. Kish - 1954: Monsieur Ripois de René Clément - 1954: La Belle Otero de Richard Pottier (únicament cançons) - 1955: Treize à table d'André Hunebelle - 1955: Voici le temps des assassins de Julien Duvivier (únicament cançons) - 1956: Don Juan de John Berry - 1958: Les Jeux dangereux de Pierre Chenal - 1958: Paris mange son pain de Pierre Prévert - curt métratge (únicament la veu) - 1962: Mourir à Madrid de Frédéric Rossif - documental (únicament la veu) - 1962: À Valparaíso de Joris Ivens - curt métratge (únicament la música) - 1962: Le Masque de fer d'Henri Decoin | - 1962: La Veuve joyeuse (Die lustige Witwe) de Werner Jacobs - 1963: Mélodie en sous-sol d'Henri Verneuil - 1963: Maria Carolina de Jésus de Daniel Camus - 1965: Dis-moi qui tuer d'Étienne Périer - 1966: La Curée de Roger Vadim - 1970: Caïn de nulle part de Daniel Daert - 1970: L'Homme qui vient de la nuit de Jean-Claude Dague - 1972: Jean Vilar, une belle vie de Jacques Rutman (participació) - 1972: Une saison dans la vie d'Emmanuel de Claude Weisz - 1975: La Vie de plaisance de Pierre Gautherin - 1975: Le Chant du départ de Pascal Aubier - 1978: Robert et Robert de Claude Lelouch - 1982: El Sur (Le sud) de Victor Erice - 1984: Stress de Jean-Louis Bertuccelli - 1985: Ana Non de Jean Prat |

## Programes de televisió
- 1973: Le Monde merveilleux de Paul Gilson ; émissió de Frederic Jacques Temple, Nino Frank i Philippe Agostini, réalitsació de Philippe Agostini: (chanson)
- 1988: Les Cinq Dernières Minutes, épisodi: Mystère et pomme de pin de Jean-Pierre Desagnat

## Teatre
- 1938: Bodas de sangre de Federico García Lorca, posada en escena de Marcel Herrand, Théâtre de l'Atelier
- 1946: Divines Paroles de Ramón María del Valle-Inclán, posada en escena de Marcel Herrand, Théâtre des Mathurins
- 1947: La Terrasse de midi de Maurice Clavel, posada en escena de Jean Vilar, Festival d'Avinyó,
- 1947 : La Tragédie du roi Richard II de William Shakespeare, posada en escena de Jean Vilar, Festival d'Avinyó
- 1948: La Terrasse de midi de Maurice Clavel, posada en escena de Jean Vilar, Théâtre du Vieux-Colombier
- 1949: La Tragédie du roi Richard II de William Shakespeare, posada en escena de Jean Vilar, Festival d'Avinyó
- 1949 : Pasiphaé d'Henry de Montherlant, posada en escena de Jean Vilar, Festival d'Avinyó
- 1949 : Le Pain dur de Paul Claudel, posada en escena de André Barsacq, Théâtre de l'Atelier
- 1950: Le Bal des voleurs de Jean Anouilh, posada en escena de André Barsacq, Théâtre des Arts
- 1950 : Henri IV de Luigi Pirandello, posada en escena de André Barsacq, Théâtre de l'Atelier
- 1951: Mère Courage de Bertolt Brecht, posada en escena de Jean Vilar, TNP Théâtre de la Cité Jardins Suresnes
- 1952: L’Échange de Paul Claudel, posada en escena de Jean-Louis Barrault, Théâtre des Célestins
- 1953: Ion de Bernard Zimmer després Euripide, posada en escena de Henri Soubeyran, Théâtre antique Vaison-la-Romaine
- 1956: La Tour de Nesle de Frédéric Gaillardet després Alexandre Dumas, posada en escena de Jean Le Poulain, Théâtre des Mathurins
- 1956 : Le Capitaine Fanfaron de Bernard Zimmer després Plaute, posada en escena de Henri Soubeyran, Théâtre des Mathurins
- 1958: Monsieur de France de Jacques François, posada en escena de Christian-Gérard, Théâtre des Bouffes-Parisiens
- 1959: Mère Courage de Bertolt Brecht, posada en escena de Jean Vilar, TNP, Festival d'Avinyó
- 1960: Mère Courage de Bertolt Brecht, posada en escena de Jean Vilar, TNP, Festival d'Avinyó
- 1963: Bodas de sangre de Federico García Lorca, * 1938: Bodas de sangre de Federico García Lorca, posada en escena de Marcel Herrand, Théâtre de l'Atelier
- 1946: Divines Paroles de Ramón María del Valle-Inclán, posada en escena de Marcel Herrand, Théâtre des Mathurins
- 1947: La Terrasse de midi de Maurice Clavel, posada en escena de Jean Vilar, Festival d'Avignon
- 1947 : La Tragédie du roi Richard II de William Shakespeare, posada en escena de Jean Vilar, Festival d'Avinyó
- 1948: La Terrasse de midi de Maurice Clavel, posada en escena de Jean Vilar, Théâtre du Vieux-Colombier
- 1949: La Tragédie du roi Richard II de William Shakespeare, posada en escena de Jean Vilar, Festival d'Avinyó
- 1949 : Pasiphaé d'Henry de Montherlant, posada en escena de Jean Vilar, Festival d'Avinyó
- 1949 : Le Pain dur de Paul Claudel, posada en escena de André Barsacq, Théâtre de l'Atelier
- 1950: Le Bal des voleurs de Jean Anouilh, posada en escena de André Barsacq, Théâtre des Arts
- 1950 : Henri IV de Luigi Pirandello, posada en escena de André Barsacq, Théâtre de l'Atelier
- 1951: Mère Courage de Bertolt Brecht, posada en escena de Jean Vilar, TNP Théâtre de la Cité Jardins Suresnes
- 1952: L’Échange de Paul Claudel, posada en escena de Jean-Louis Barrault, Théâtre des Célestins
- 1953: Ion de Bernard Zimmer després Euripide, posada en escena de Henri Soubeyran, Théâtre antique Vaison-la-Romaine
- 1956: La Tour de Nesle de Frédéric Gaillardet després Alexandre Dumas, posada en escena de Jean Le Poulain, Théâtre des Mathurins
- 1956 : Le Capitaine Fanfaron de Bernard Zimmer d'après Plaute, posada en escena d'Henri Soubeyran, Théâtre des Mathurins
- 1958: Monsieur de France de Jacques François, posada en escena de Christian-Gérard, Théâtre des Bouffes-Parisiens
- 1959: Mère Courage de Bertolt Brecht, posada en escena de Jean Vilar, TNP, Festival d'Avignon
- 1960: Mère Courage de Bertolt Brecht, posada en escena de Jean Vilar, TNP, Festival d'Avignon
- 1963: Bodas de sangre de Federico García Lorca, posada en escena de Bernard Jenny, Théâtre du Vieux-Colombier
- 1966: La casa de Bernarda Alba de Federico García Lorca, posada en escena de Jacques Mauclair, Théâtre Récamier

## Discografia
Els enregistraments de Germaine Montero (prop de 225 cançons) s'han reeditat, per sort, gairebé tots en CD.
- 1993: Germaine Montero sings Mother Courage, Le Chant du monde - reeditat el 1999 - 1 CD
- 1993: Germaine Montero, Presència de Lorca, Paseando por España, Le Chant du monde - reeditat el 1999 - 1 CD
- 1993: Germaine Montero, EMI Music/Odéon Label Group - reedició dels enregistraments de Pathé (volum 1) - 2 CD
- 1998: Germaine Montero, cançons espanyoles, cançons de Prévert, Rym Musique - reedició d'enregistraments realitzats per a VEGA Records - 2 CD
- 1999: Germaine Montero, EMI Music/Odéon Label Group - reedició dels enregistraments de Pathé (volum 2) - 2 CD
- 2004: Germaine Montero canta Federico Garcia Lorca, EMI Music/Capitol - reedició dels enregistraments de Pathé (volum 3) - 2 CD
- 2005: Germaine Montero, Chansons à mon Plaisir, EPM, col·lecció Song of Poets - recopilació d'enregistraments de Pathé i Le chant du monde (alguns títols no s'havien reeditat mai) - 1 CD
- 2006: Jacques Prévert, el poeta despullat, EPM 985.342 - 1 CD - reedició del LP Plantilla:Unit Cançons de Jacques Prévert enregistrat el 1953 (Decca LF 133.033). Afegir 3 títols extrets de la banda sonora de la pel·lícula Aubervilliers d'Elie Liotar (1945); Cançó del Sena (amb Fabien Loris), Cançó de l'aigua, Cançó dels nens.
- 2012: Germaine Montero - D'Espanya a França, vint anys de cançons 1944-1961, Frémeaux et Associés, sota la direcció artística de Jean Buzelin i Marc Monneraye - 4 CD

Els primers enregistraments de cançons de Pierre Mac Orlan realitzats per la Radiodifusió francesa l'any 1951 no s'han publicat mai (programa La Chanson de mes Villes). També sorprèn que la primera (i sublim) versió Pathé de La chanson de Margaret gravada per Germaine Montero l'any 1955 amb l'orquestra de Philippe-Gérard no hagi estat mai reeditat en CD. Va aparèixer al Pathé 45 EG 142 de 45 rpm.

## Honors
- Comandanta de l'Ordre de les Arts i les Lletres. Va ser nomenada comandant durant la promoció del 28 de maig de 1997.[3]
- Cavaller de la Legió d'Honor Cavaller de la Legió d'Honor (1971)